# Divize B 1994/1995
V soubojích 30. ročníku České divize B 1994/95 se utkalo 16 týmů dvoukolovým systémem podzim–jaro. Tento ročník začal v srpnu 1994 a skončil v červnu 1995. 

## Kluby podle přeborů
- Severočeský (9): FK Arsenal Česká Lípa, FK Český lev Neštěmice,  Litvínov, FK Tatran Kadaň,  FK VTJ Teplice "B", FK Slavoj Žatec, SK Sokol Brozany, TJ Slovan Varnsdorf, TJ Slavoj Litoměřice
- Středočeský (3): SK Rakovník, TJ KŽ Králův Dvůr, SK Slaný VTJ
- Pražský (4): FSC Libuš, SK Aritma Praha, TJ Meteor Praha 8, SK Smíchov.

## Výsledná tabulka
| Poř. | Tým                    | Z  | V  | R | P  | VG | OG | B  |
| ---- | ---------------------- | -- | -- | - | -- | -- | -- | -- |
| 1.   | FK Arsenal Česká Lípa  | 30 | 25 | 4 | 1  | 96 | 18 | 79 |
| 2.   | SK Rakovník            | 30 | 20 | 7 | 3  | 63 | 23 | 67 |
| 3.   | FK Český lev Neštěmice | 30 | 17 | 4 | 9  | 62 | 42 | 55 |
| 4.   | FK Litvínov            | 30 | 15 | 7 | 8  | 36 | 25 | 52 |
| 5.   | FK Tatran Kadaň        | 30 | 14 | 7 | 9  | 52 | 35 | 49 |
| 6.   | FK VTJ Teplice "B"     | 30 | 14 | 5 | 11 | 47 | 49 | 47 |
| 7.   | FK Slavoj Žatec        | 30 | 12 | 5 | 13 | 46 | 48 | 41 |
| 8.   | SK Sokol Brozany       | 30 | 10 | 7 | 13 | 42 | 46 | 37 |
| 9.   | FSC Libuš              | 30 | 9  | 9 | 12 | 45 | 57 | 36 |
| 10.  | SK Aritma Praha        | 30 | 10 | 6 | 14 | 36 | 49 | 36 |
| 11.  | TJ Meteor Praha 8      | 30 | 11 | 3 | 16 | 39 | 65 | 36 |
| 12.  | TJ KŽ Králův Dvůr      | 30 | 10 | 5 | 15 | 35 | 67 | 35 |
| 13.  | SK Smíchov             | 30 | 9  | 6 | 15 | 27 | 42 | 33 |
| 14.  | TJ Slovan Varnsdorf    | 30 | 10 | 2 | 18 | 41 | 49 | 32 |
| 15.  | SK Slaný VTJ           | 30 | 8  | 3 | 19 | 32 | 59 | 27 |
| 16.  | TJ Slavoj Litoměřice   | 30 | 5  | 2 | 23 | 29 | 54 | 17 |

Poznámky:
- Z = Odehrané zápasy; V = Vítězství; R = Remízy; P = Prohry; VG = Vstřelené góly; OG = Obdržené góly; B = Body
- Poprvé změna v bodování: výhra 3 body (dosud 2 body), remíza 1 bod, prohra O bodů
- O pořadí klubů se stejným počtem bodů rozhodly vzájemné zápasy.

|  | Postup do ČFL 1995/96                           |
|  | Sestup do příslušného krajského přeboru 1995/96 |